# 法特瑪·耶爾德勒姆
法特瑪·耶爾德勒姆（土耳其語：Fatma Yıldırım，1990年1月3日—），土耳其女子排球運動員，司職主攻手。現時效力於土超球隊伊薩奇巴希女排俱樂部。
法特瑪在2013年開始成為土耳其國家女子排球隊一員。她代表土耳其在出戰2018年世界女排聯賽及2019年歐洲女子排球錦標賽奪得銀牌。
2021年，由於新人上位，法特瑪開始淡出土耳其國家女子排球隊。

## 獎項

### 國家隊
- 2017年歐洲女子排球錦標賽： - 銅牌
- 2018年世界女排聯賽： - 銀牌
- 2019年歐洲女子排球錦標賽： - 銀牌